# Dieter Scholz
Dieter Bernd Scholz (ur. 2 czerwca 1938 w Berlinie) – niemiecki duchowny rzymskokatolicki posługujący w Zimbabwe, w latach 2006–2016 biskup Chinhoyi, jezuita.

## Życiorys
15 kwietnia 1958 wstąpił do zakonu jezuitów i w nim 2 lutego 1982 złożył śluby zakonne. Święcenia kapłańskie przyjął 13 lipca 1969. Po święceniach pracował przede wszystkim w Zimbabwe. W latach 1981–1990 był prepozytem generalnym zakonu.
6 kwietnia 2006 został prekonizowany biskupem Chinhoyi. Sakrę biskupią otrzymał 2 września 2006. 17 lutego 2016 zrezygnował z urzędu.